# Impasse de la Cuve

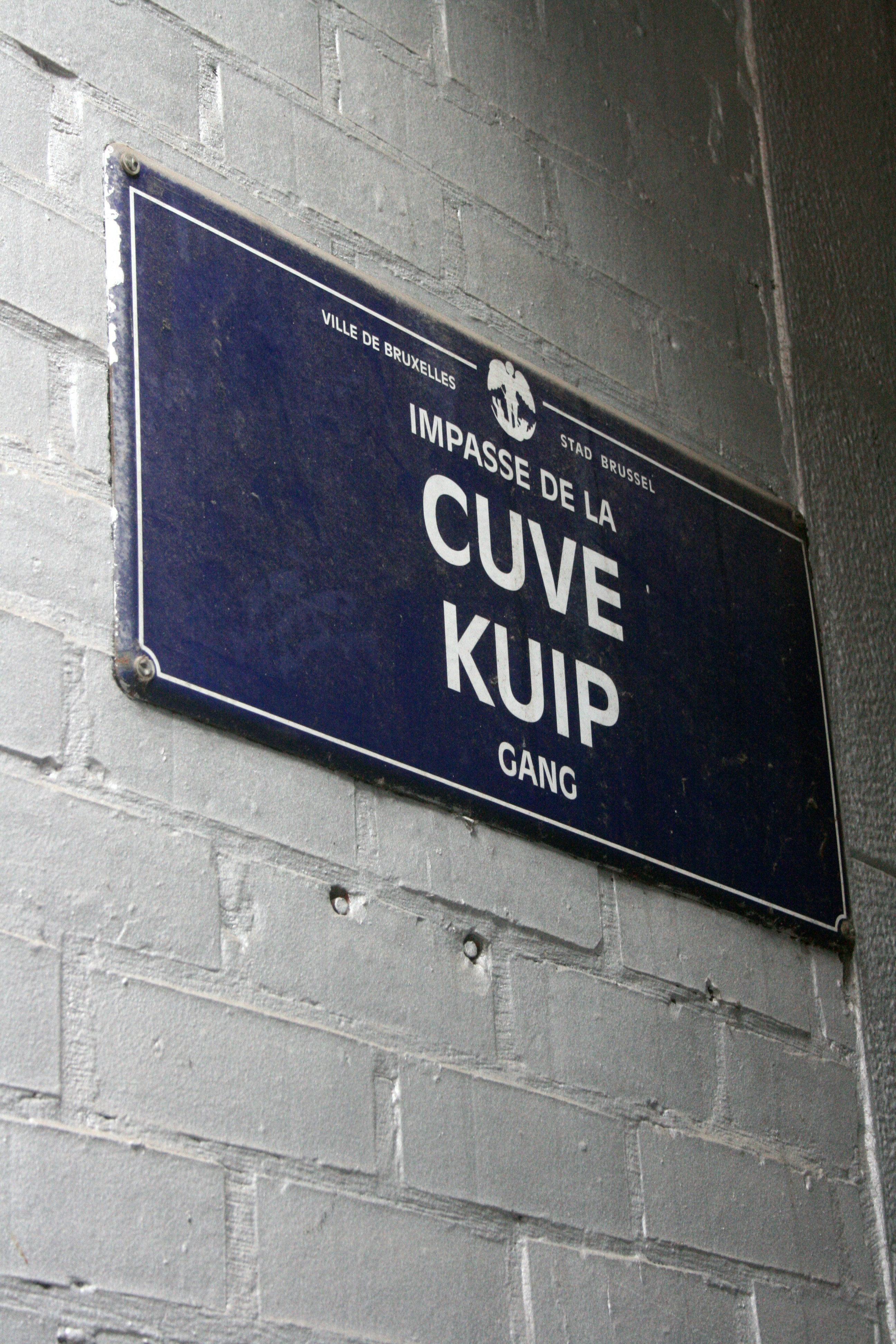
Plaque indiquant l'Impasse de la Cuve, ancienne Impasse du Poivre.

L'impasse du Poivre (en néerlandais : Pepergank), appelée actuellement impasse de la Cuve (en néerlandais : Kuipgank), est une impasse subsistante de Bruxelles.
Comme l'impasse de la Poupée, elle donne dans la rue du Marché aux Fromages. Quant à elle au numéro 10.
Elle doit son nom actuel à un arrêté communal du 4 mai 1853, qui rebaptisa plusieurs odonymes bruxellois.
Après avoir un certain temps été nommée impasse Mommaert, elle devint alors l'impasse de la Cuve, à cause d'une cuve qui s'y trouvait et qui a depuis lors  disparu.